# Verrières (Orne)
Verrières é uma comuna francesa na região administrativa da Normandia, no departamento de Orne. Estende-se por uma área de 17,75 km². Em 2010 a comuna tinha 428 habitantes (densidade: 24,1 hab./km²).